# 켈리 그레이슨
켈리 그레이슨(Kelly Greyson)은 미국의 배우, 영화배우, 영화 프로듀서이다.

## 영화
- 브로큰 메모리즈 (2017년)
- 우드론 (2015년)
- 얼론 옛 낫 얼론 (2013년)
- 엠알 나인 (2023년) - 지아 역